# 曹協
曹协（3世紀—235年）是曹魏文帝兒子。

## 母
李贵人，曹丕的妾室，封为贵人

## 生平
魏文帝曹丕之子，由李贵人所生。早逝。魏太和五年追封为经公，谥號殇。青龍二年改封为赞王，谥號為哀。

## 子
青龙三年，曹协之子曹寻嗣位，景初三年，增加五百封户，一共有食邑三千户。正始九年曹尋逝世，无子，該封國被廢除。

## 延伸阅读
[在维基数据编辑]
 《三國志·卷20》，出自陳壽《三國志》